# Michael Kandel
Michael Kandel (ur. 24 grudnia 1941 w Baltimore) – amerykański slawista, tłumacz literatury polskiej na język angielski oraz pisarz SF. Kandel otrzymał doktorat ze slawistyki na Indiana University. Zajmował się przekładaniem utworów Stanisława Lema na język angielski, tłumaczył także Jacka Dukaja oraz Marka Huberatha. Przetłumaczył również opowiadanie Wiedźmin Andrzeja Sapkowskiego. Jakość jego przekładów książek Lema oceniana była bardzo wysoko przez samego Lema i przez krytyków, szczególnie w świetle faktu, że proza (i poezja) Lema są trudne, pełne gier słownych i trudno przetłumaczalnych konstrukcji.
W 2013 nakładem Wydawnictwa Literackiego ukazał się tom Sława i fortuna. Listy Stanisława Lema do Michaela Kandla 1972-1987.

## Książki
- Strange Invasion (1989)
- In Between Dragons (1990)
- Captain Jack Zodiac (1991)
- Panda Ray (1996)

### Tłumaczenia
Stanisław Lem
- Memoirs Found in a Bathtub (Pamiętnik znaleziony w wannie, współaut. Christine Rose, 1973)
- The Cyberiad (Cyberiada, 1974)
- The Futurological Congress (Kongres futurologiczny, 1974)
- The Star Diaries (Dzienniki gwiazdowe, 1976)
- Mortal Engines (wybór z: Bajki robotów, Dzienniki gwiazdowe, Opowieści o pilocie Pirxie, Maska, 1977)
- A Perfect Vacuum (Doskonała próżnia, 1978)
- His Master's Voice (Głos Pana,  1983)
- Fiasco (Fiasko, 1987)
- Peace on Earth (Pokój na Ziemi, współaut. Elinor Ford, 1994)
- Highcastle: A Remembrance (Wysoki Zamek, 1995)

Paweł Huelle
- Who Was David Weiser? (Weiser Dawidek, 1992)
- Moving House and Other Stories (Opowiadania na czas przeprowadzki, 1995)

Marek S. Huberath
- Nest of Worlds (Gniazdo światów, Restless Books, 2014)
- Yoo Retoont, Sneogg. Ay Noo (Wrocieeś Sneogg, wiedziaam..., Words without Borders; w: A Polish Book of Monsters, PIASA Books, 2010)
- Balm of a Long Farewell (Balsam długiego pożegnania, Words without Borders)

Jacek Dukaj
- The Iron General (Ruch generała)

Andrzej Stasiuk
- On the Road to Babadag (Jadąc do Babadag, Houghton Mifflin Harcourt, 2011)

Janusz Christa Kayko and Kokosh, komiks
- Flying School (Szkoła latania, Egmont Poland, 2018)
- The Big Tournament (Wielki turniej, Egmont Poland, 2018)

### Wydawca i tłumacz
- Mortal Engines (Seabury, 1977) – Stanisław Lem
- The Cosmic Carnival of Stanisław Lem: An Anthology of Entertaining Stories by the Modern Master of Science Fiction (Continuum, 1981)
- A Polish Book of Monsters: Five Dark Tales from Contemporary Poland (PIASA Books, 2010; Marek S. Huberath, Andrzej Sapkowski, Tomasz Kołodziejczak, Andrzej Zimniak, Jacek Dukaj)